# Константінос Халкіас
Константінос Халкіас (грец. Κωνσταντίνος Χαλκιάς), також Костас Халкіас (30 травня 1974, Лариса, Греція) — грецький футболіст; голкіпер.

## Спортивна кар'єра
Константінос Халкіас почав футбольну кар'єру у 1993 році в місцевому клуб Лариси  «Аполлон». 1995 року почав виступати за «Панатінаїкос», в 1996 році перейшов в афінський «Аполлон». 1998 року повернувся в «Панатінаїкос», з 2001 року відіграв 2 сезони в клубі «Іракліс» міста Салоніки, після чого в 2003 році знову повернувся в «Панатінаїкос». У 2005 році зіграв 5 матчів за англійський «Портсмут», а в 2006 році переїхав до Іспанії, де підписав контракт із футбольним клубом «Реал Мурсія», за який не зіграв жодного матчу. Влітку 2006 року перейшов у грецький «Аріс», а 28 травня 2008 року уклав дворічний контракт із клубом ПАОК.
З сезону 2001 року грає у складі національної збірної Греції. Чемпіон Європи 2004 року. Учасник чемпіонату Європи 2008 року. Після того, як 2008 року Антоніс Нікополідіс вирішив припинити виступи за збірну Греції, став основним голкіпером. Учасник Чемпіонату світу 2010 року в ПАР.

## Досягнення
- Чемпіон Греції: 1996, 2004;
- Кубок Греції: 2004;
- Чемпіон Європи: 2004.